# Tinodes horstaspoecki
Tinodes horstaspoecki là một loài Trichoptera trong họ Psychomyiidae. Chúng phân bố ở miền Cổ bắc.